# الزفراوية
الزفراوية أو الزفراويات هي فيضة، في ناحية الشبكة بقضاء النجف بمحافظة النجف، بالبادية العراقية، جنوب غرب العراق، مساحتها ألفان وخمسمئة متر مربع، ارتفاعها بين 344 و347 متراً فوق سطح البحر، عمقها ثلاثة أمتار.
}}